# Sachsenross
Das Sachsenross (auch Niedersachsenross, Westfalenross, Westfalenpferd, Welfenross) ist ein heraldisches Motiv (→ Pferd (Wappentier)). Es steht für das Volk der Sachsen, das alte Stammesherzogtum Sachsen und die aus ihm entstandenen politischen Einheiten, vor allem für die welfischen Herrschaftsgebiete. Es ist seit dem 20. Jahrhundert das Wappenmotiv des Landes Niedersachsen. Als Westfalenpferd mit erhobenem Schweif ist es das traditionelle Wappenmotiv von Westfalen und bildet in dieser Form einen Bestandteil des Wappens des Landes Nordrhein-Westfalen.
Die niederländische Nachbarregion Twente und die britische Grafschaft Kent tragen dieses Motiv ebenfalls in ihren modernen Wappen.
Das Sachsenross hat keine Beziehung zu den sächsischen Fürstentümern auf dem Gebiet der heutigen Bundesländer Sachsen, Thüringen und Sachsen-Anhalt. Der Name dieser Territorien beruht darauf, dass nach dem Sturz Heinrichs des Löwen der Titel Herzog von Sachsen an die Familie der Askanier und später an die Familie der Wettiner neu vergeben wurde. Diese Dynastien waren an der Eroberung slawisch bewohnter Gebiete im Osten beteiligt und nahmen die Stammesbezeichnung elbaufwärts mit sich. Die dort kolonisierende deutschsprachige Mischbevölkerung nannte sich zwar „Sachsen“, beanspruchte das Sachsenross aber nicht mehr für sich. Zur Unterscheidung wurden später die Begriffe „Obersachsen“ und „Niedersachsen“ geprägt.
Das Wappenbild der „Niedersachsen“ bzw. der „Westfalen“ besteht aus einem springenden weißen Pferd im roten Schild. Schon zum Zeitpunkt seines ersten Auftretens im 14. Jahrhundert war es eher ein volkstümliches, regionales Symbol als ein dynastisches Herrschaftszeichen, also mehr ein Symbol für das Land und sein Volk als für die regierende Herrscherfamilie der Welfen. Dies macht seine hohe Popularität aus, die sich bis heute in der Volkskunst äußert. Seine Wirkung als regionales Identitätssymbol ist nur noch mit der Ausstrahlung des bayerischen Rautenwappens, des Familienwappens der Wittelsbacher, zu vergleichen.

Sachsenross als historisches Wappen Westfalens
Flagge der Grafschaft Kent, England
Flagge der Region Twente (Twentse Ros)

## Ursprung im Dunkel der Geschichte

### Überblick
Seit seinem erstmaligen Auftreten in Siegeln und Wappen in der zweiten Hälfte des 14. Jahrhunderts gilt das Sachsenross als „altes“ sächsisches Stammessymbol. Seit dieser Zeit wird es als politisches Instrument zum Ausdruck von Machtansprüchen und als Ausdruck der sächsischen Stammesidentität genutzt.

### Keine vorheraldischen Belege
Die Sachsen waren ein westgermanischer Völkerverband, der sich vermutlich im 3. Jahrhundert bildete und seit dem 4. Jahrhundert sicher belegt ist. Die Stämme der Chauken, Angrivarier und Cherusker, die sich zu den Sachsen zusammenschlossen (Ethnogenese), lebten im 1. Jahrhundert im Nordwesten des heutigen Deutschlands und im Osten der heutigen Niederlande (siehe Niedersächsisch).
Danach gibt es weitere Erwähnungen von spätantiken, frühmittelalterlichen Autoren nicht-sächsischer Herkunft, die die Sachsen nach massiven Ausdehnungsbewegungen als Piraten in der Nordsee, als Söldner in römischen Diensten, später als fremde Siedler in Britannien und als zwangsweise zu christianisierende Heiden am Rande des Frankenreiches wahrnehmen und beschreiben. Keiner dieser Autoren gibt irgendwelche Hinweise darauf, dass das Pferd als Tier oder als Bild irgendeine besondere Bedeutung als Stammessymbol oder Feldzeichen bei den Sachsen gehabt hätte. Auch archäologische Funde aus diesen Jahrhunderten geben keine entsprechenden Hinweise. Zwar sind auf den Gegenständen des täglichen Lebens aus dieser Zeit durchaus Tierdarstellungen zu finden; sie zeigen aber hauptsächlich Jagdwild wie Hirsche und Wildschweine. Pferde wurden auch abgebildet; es ist aber nicht zu erkennen, dass das Pferd eine den Stamm symbolisierende Bedeutung hatte.

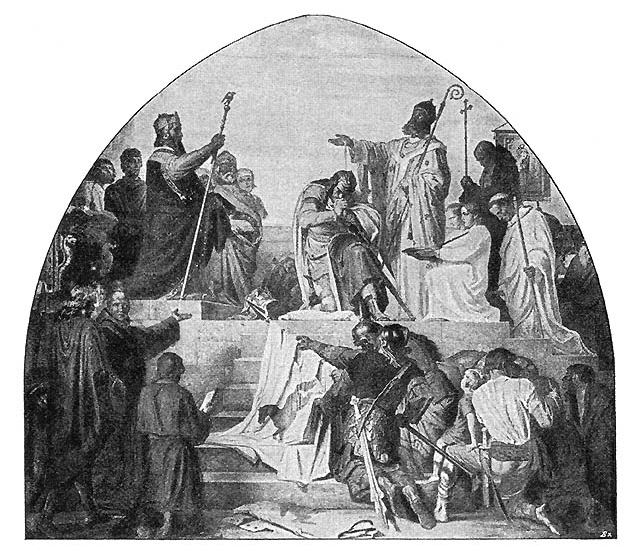
Die Taufe Wittekinds nach einem Entwurf Alfred Rethels als Teil der Karlsfresken (1847–1861) im Aachener Rathaus (photographische Rekonstruktion aus dem Jahr 2000)

Als im 10. Jahrhundert die sächsische Herzogsdynastie der Liudolfinger unter der Bezeichnung Ottonen zu Königen des Ostfrankenreichs und dann zu Kaisern des (später so genannten) Heiligen Römischen Reiches bzw. „Teutschen Reiches“ aufstiegen, schrieb der sächsische Mönch Widukind von Corvey die erste „Sachsengeschichte“ (res gestae Saxonicae), diesmal aus der Innensicht. Er erzählte die sächsische Stammessage und berichtete über historische und genealogische Zusammenhänge zum ersten Mal in Schriftform, wobei er entscheidend zur Identitätsbildung der Sachsen beitrug. Das „Sachsenross“ als Stammessymbol kam aber auch bei ihm nicht vor.
Die Herleitung des Pferdesymbols aus vorheraldischen oder gar vorhistorischen sächsischen Traditionen basiert nur auf einigen Indizien. Diese Hinweise lassen sich aber plausibel als spätere Interpretationen erklären, die erst im Nachhinein („ex posteriori“) entstanden sind.

### Herrscher mit „Pferdenamen“
Als Beleg für eine besondere Bedeutung des Pferdes als Machtsymbol bei den Sachsen gelten die „Pferdenamen“ der beiden sagenhaften Sachsenhäuptlinge Hengest und Horsa, die der Legende nach im 5. nachchristlichen Jahrhundert die ersten sächsischen Herrscher auf den britischen Inseln gewesen sein sollen, und zwar im Bereich der heutigen Grafschaft Kent.
Auf den ersten Blick bemerkenswert ist die Übereinstimmung mit dem Wappen der englischen Grafschaft Kent.
Die Verwendung eines steigenden weißen Pferdes als Zeichen für Kent datiert allerdings erst auf 1605 (in einer Darstellung von
Richard Verstegen in Restitution of Decayed Antiquities). Die offizielle Verleihung des Wappens an die Grafschaft datiert auf 1933.

Wappen des Kreises Herford mit dem schwarzen Pferd Widukinds

### Das weiße Pferd des Widukind
Auch gibt es die Überlieferung, dass Widukind, der Sachsenherzog und Gegenspieler Karls des Großen, im 8. Jahrhundert ein schwarzes Pferd als Feldzeichen gehabt haben soll, das er nach seiner Bekehrung zum Christentum in ein weißes Pferd gewandelt habe. Nach einer anderen Version erhielt Widukind von Karl dem Großen als Taufgeschenk ein weißes Pferd.
Die Erinnerung an das vorchristliche schwarze Pferd Widukinds ist noch in einigen Gegenden Westfalens lebendig, so zum Beispiel im Wappen des Kreises Herford. In der Stiftskirche Enger wird ein Grab als das von Widukind angesehen. So zeigt das Wappen des vorgenannten Kreises, in dem auch Enger liegt, im weißen Schild ein schwarzes, steigendes Pferd, was die Verbundenheit der westfälischen Bevölkerung mit ihrem vorchristlichen Anführer ausdrückt. Aber auch diese Geschichten sind spätere Legenden, für die es keine Belege aus der Zeit vor der Entstehung des Sachsenrosses in der Heraldik gibt.

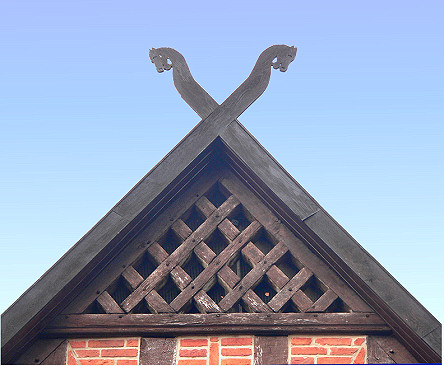
Giebelschmuck in der Wedemark bei Hannover

### Pferdeköpfe an den Giebeln
Als weiteres Indiz für die besondere Stellung von Pferdemotiven im (nieder-)sächsischen Raum kann ein für das niederdeutsche Hallenhaus (Niedersachsenhaus) typischer Giebelschmuck angeführt werden. Dieser norddeutsche Bauernhaustyp weist an der Giebelseite des ortsüblichen Reetdachs zum Schutz vor Witterungseinflüssen so genannte „Giebelbretter“ oder „Windbretter“ auf, die sich im First kreuzen und rund einen halben Meter über den First hinausragen. Aus den Enden dieser Bretter sind typischerweise Pferdeköpfe geschnitzt.

### Uffington White Horse

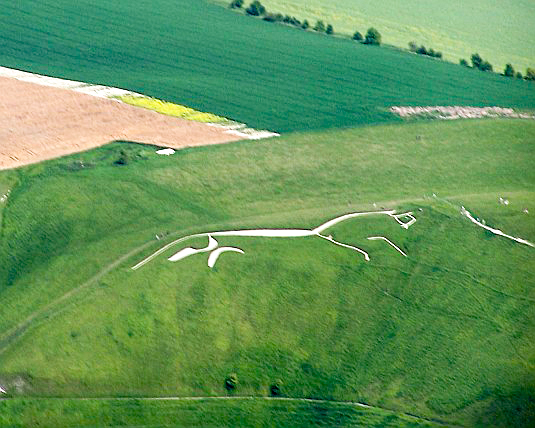
Luftbild des White Horse

Auch das Uffington White Horse wird in der Diskussion um frühe Belege für das Sachsenross angeführt.
Sowohl das frühdatierte Uffington White Horse als auch die spät datierten Nachahmungen lassen sich allerdings nicht als Belege für eine vorheraldische Verwendung des Sachsenrosses als Stammessymbol oder Kultobjekt verwenden.
Es befindet sich auf der Seite des White Horse Hill in Oxfordshire und gilt als das älteste Scharrbild in England. Es handelt sich um das stilisierte Bild eines Pferdes, welches in die Vegetation geschnitten und in den Boden gescharrt wurde. Dadurch wird die darunter liegende Kreide sichtbar. Die Umrisse werden von 3 Meter breiten, 60 bis 90 Zentimeter tiefen Gräben gebildet. Die Pferdefigur hat die Ausmaße von 107 × 37 Meter.
Das Alter des Scharrbildes ist umstritten. Traditionell wurde es mit den angelsächsischen Invasoren Britanniens im 5. Jahrhundert und ihren legendären, halbmythischen Anführern Hengest und Horsa in Verbindung gebracht. Laut einer anderen Überlieferung wurde es sogar erst im 9. Jahrhundert geschaffen, zur Erinnerung an den Sieg König Alfreds des Großen über die Dänen.
Neuere Messungen datieren das Uffington-Pferd sogar in die frühe Eisenzeit oder gar die späte Bronzezeit.
Andere Scharrbilder von weißen Pferden auf den Hügeln Südenglands gelten jedoch als sehr viel jünger. In der Mehrzahl werden sie als späte Nachahmungen des Uffington-Pferdes aus dem 18. und 19. Jahrhundert angesehen.

### Bekannte Hinweise auf Pferde in einer besonderen Bedeutung und archäologische Funde in Niedersachsen
Der römische Historiker Tacitus (* um 58 n. Chr.; † um 120) beschreibt in seiner Germania: „Dem Volke eigentümlich ist auch der Rosse Vorahnungen und Warnungen zu erproben. Auf öffentliche Kosten werden die Rosse in Hainen gehalten, schneeweiß und durch keine sterbliche Arbeit befleckt, welche angeschirrt nur den heiligen Wagen der Priester, den König oder Fürste der Gemeinde begleiten und aufmerksam wird ihr Schnauben und Wiehern als Vorahnung beobachtet. Keinem Vorzeichen ist größerer Glaube, nicht allein beim Volk, sondern bei den Vornehmen, bei den Priestern. Sich selbst halten sie für die Diener der Götter, die Rosse jedoch für die Vertrauten der Götter.“
Derartige „Weissagungen“ durch Pferde haben sich auch in einigen alten Überlieferungen, Legenden im Bereich des heutigen Niedersachsens erhalten, wenn neue Städte oder Kirchen, der Legende nach, dort errichtet wurden, wo ein weißes Pferd nach dem Davonlaufen anfing zu grasen. So erzählt es z. B. eine Legende von Steinau in Niedersachsen. Auch Landesgrenzen sollen, nach alten Geschichten / Legenden so festgelegt worden sein.
Heute findet man in dieser Gegend noch eine Reihe von Straßen oder Flurnamen, die das „Pferd“ wörtlich genommen im Namen tragen z. B. Hersterkamp, Hesterweg, Hesterberg, Rossenfelde, Hengstforde usw. Herleitung: Hestur bedeutet Pferd im Plural Hesta. Hengst ein männliches unkastriertes Pferd. Auch gibt es bekannte Findlinge in Niedersachsen die mit Pferden in Zusammenhang stehen. So zeigt einer „Hufabdrücke“ die versteinerten, mehrere heißen „grauer Hengst“. Gemeinsam ist diesen Steinen, dass sie in der Wahrnehmung der Bevölkerung „etwas Besonderes“ darstellten, so dass sich wiederum Legenden zu den Steinen bildeten. Einige dienen ehemals vermutlich als „Grenzsteine“ von Territorien und sind als diese in alten Landkarten vermerkt z. B. General-Major von LeCoq in seinem Kartenwerk von 1805, Mellinger Karte von 1600.
Es gibt auch mehrere deutliche archäologische Belege dafür, dass Pferde eine besondere Bedeutung für den ortsansässigen Kulturkreis in Niedersachsen hatten. Bei archäologischen Ausgrabungen auf dem altsächsischen Gräberfeld von Emstek-Drantum (Landkreis Cloppenburg in Niedersachsen) wurden im Bereich dieser Gräbergruppe insgesamt 24 Pferdegräber – davon sechs als Doppelbestattungen nachgewiesen. Nur ca. 15 km von diesem Gräberfeld entfernt wurden ebenfalls bei Ausgrabungen auf einem altsächsischen Gräberfeld im Uhlenkamp in Visbek 46 Tierbestattungen gefunden davon überwiegend Pferdegräber. Die Pferde auf diesem zweiten Gräberfeld waren zwischen 2 und 18 Jahre alt als sie starben und waren bewusst ehrenvoll begraben worden. Derartige Belege von umfangreichen Pferdebestattungen weisen eindeutig auf eine besondere Beziehung der Bevölkerungsgruppe dieser Gegend im heutigen Niedersachsen zum Pferd hin. Darüber hinaus gibt es in Norddeutschland noch weitere dokumentierte Pferdebestattungen an verschiedenen archäologischen Fundorten. So seien nur als Auswahl die Pferdebestattungen aus Haithabu, die Siedlungskammer Rullstorf im Landkreis Lüneburg mit 42 Pferdegräbern aus altsächsischer Zeit oder die altsächsische Dreifach-Pferdebestattung von Wulfsen oder das Reitergrab von Schnelsen erwähnt.
Für das zuvor bei den archäologischen Funden erwähnte Wildeshausen ist ebenfalls überliefert, dass Nachkommen Widukinds des Sachsenherzogs in der Gegend Wildeshausen und Visbek siedelten. Also genau in der Gegend in der solche Pferdebestattungen archäologisch nachgewiesen wurden. So berichtet Meginhard um 863 in seiner Schrift Translatio Sancti Alexandri über die Übertragung der Gebeine des Heiligen Alexander von einem Sohn Widukinds namens Wikbert, der die Reliquien des heiligen Alexanders von Rom nach Wildeshausen verbrachte. Zu dieser Zeit wurde das Alexanderstift in Wildeshausen gegründet. Dieser Wikbert, Sohn des Widukund (Herzog von Sachsen), wiederum hatte einen Sohn Waltbert, der wiederum einen Sohn Wikbert, welcher zwischen 874 n. Chr. bis zum Jahr 908 n. Chr. der Bischof von Verden war († 8. September 908).
Tacitus (* um 58 n. Chr.; † um 120) beschreibt auch, dass die Germanen im kriegerischen Auseinandersetzungen Schilde trugen, welche „mit den erlesensten Farben ausgezeichnet“ waren. Diese Schilde hatten sie nach Tacitus auch bei sich, wenn sie sich zur Sonnenwende mit ihren Fürsten und den Abgesandten zum Thing trafen. Diese Zusammenkunft diente sowohl als Verhandlungs- als auch als Gerichtsstätte. Darüber hinaus wird sie fast wie ein Volksfest beschrieben. Tacitus schreibt, „Nichts aber weder von den gemeinen noch von den besonderen Angelegenheiten der Versammlung betreiben sie anders als bewaffnet. Aber Sitte ist es, dass keiner vorher die Waffen anlege, bis die Gemeinde ihn für tauglich erklärt hat. Dann schmücken in der Versammlung selber entweder die Fürsten einer, oder der Vater, oder ein Verwandter den Jüngling mit Schild und Frame...vorher scheinen sie ein Teil des Hauses, danach ein Teil des gemeinen Wesens“ Es wäre denkbar, dass die von Tacitus als „besonders erlesen“ beschriebenen Farben der Schilde nicht nur eine schmückende Funktion gehabt haben, sondern eine Stammeszugehörigkeit symbolisiert haben, in die der Jüngling mit diesem Ritual aufgenommen wird. Somit könnten frühe Formen von sächsischen Wappen vielleicht auf diesen Schilden zu finden sein.

## Erstes historisches Auftreten und Bedeutung

### Historisches
Der früheste Beleg für die Verwendung eines Pferdes in Wappen oder Siegeln ist das Siegel an einer zwischen 1186 und 1201 ausgestellten Urkunde des Stadtvogtes Gottfried I. von Stade. Erster Beleg als welfisches Siegelbild ist ein Abdruck des Siegels des Welfen Albrecht I. von Salzderhelden, Herzog von Braunschweig-Grubenhagen aus dem Jahre 1361. Das Siegel hatte einen Durchmesser von 3,5 Zentimetern und zeigte am Rand die Umschrift:
SECRETU[m].ALBERTI.DVCIS.IN.BRVNESWIC. (deutsch: „Sekretsiegel Albrechts, des Herzogs in Braunschweig“)
In der Mitte ist ein schreitendes Pferd abgebildet, das nur den rechten Vorderhuf vom Boden abhebt. Über Farben können bei einem Siegel naturgemäß keine Aussagen gemacht werden. Der Abdruck ist im Niedersächsischen Staatsarchiv in Wolfenbüttel unter der Nummer 7A Urk 94 verwahrt.
Die älteste farbige Darstellung des Sachsenrosswappens stammt aus dem niederrheinischen Wappenbuch von den Ersten („Codex Seffken“) von 1379/1380. Hier ist ebenfalls ein schreitendes Pferd im Schild dargestellt, die Helmzier besteht aus einem Pferdekopf. Bezeichnet wird es als „das alte Wappen von Braunschweig“. Braunschweig, die alte Residenz von Heinrich dem Löwen, galt damals als Hauptort der Welfen.
Die Gründe für das Auftreten des Pferdemotivs um die Mitte des 14. Jahrhunderts waren politischer Natur. Spätestens seit 1354 war absehbar, dass die Lüneburger Teildynastie des Herzogtums Braunschweig-Lüneburg (das Ältere Haus Lüneburg) aussterben werde, was im Jahre 1369 auch geschah. Kaiser Karl IV. hatte bereits vorher kundgetan, das Fürstentum Lüneburg nicht – wie sonst üblich – an ein Mitglied der Braunschweiger Teildynastie neu zu vergeben, sondern an die askanischen Herzöge von Sachsen-Wittenberg. Die Braunschweiger jedoch kämpften im Lüneburger Erbfolgekrieg um ihr Erbe. Der Streit wurde erst im Jahr 1388 durch den Sieg der Braunschweiger bei Winsen beendet.
Diese kriegerische Auseinandersetzung wurde dadurch begleitet, dass die Welfen ihren Anspruch auf das gesamte altsächsische Stammesgebiet (inklusive Lüneburgs) in der Heraldik zum Ausdruck brachten. In der Zeit vor der Erfindung der Massenmedien waren die Wappen der Herrscherhäuser ein wichtiges Kommunikationsmittel in der politischen Auseinandersetzung. Weite Kreise der Bevölkerung dachten „heraldisch“. Und das Pferd muss als Ausdruck der sächsischen Stammesidentität – trotz fehlender früherer Belege – eine Bedeutung gehabt haben, sonst wäre seine Verwendung in dieser Situation wenig sinnvoll gewesen. Von da ab wurde das Pferd von den Welfen, die normalerweise Löwen oder Leoparden im Wappen bevorzugten, immer dann verwendet, wenn es um die Ansprüche auf die Herrschaft im gesamten (nieder)sächsischen Raum ging.

### Nachträgliche Zuschreibung von Wappen
Bald nach diesem ersten Auftreten des weißen Rosses wird es erstmals explizit in diesem Sinne mit der sächsischen Stammesidentität in Verbindung gebracht. Um 1400 berichtet die Weltchronik des Bielefelder Stiftsdechanten Gobelin Person von der Landnahme Hengists und Horsas in Britannien und von der Bedeutung ihrer Namen und fährt fort: Und daher kommt es vielleicht, dass das Wappen einiger Herzöge von Sachsen aus einem weißen Pferd besteht, weil sie ein solches Wappen vor alten Zeiten von ihren Vorfahren erhalten haben. Auf Widukind zugespitzt wird diese altsächsische Herkunft des Wappens dann in der 1492 in Mainz erschienenen Sachsenchronik Konrad oder Hermann Botes: Dort erstmals wird erzählt, wie Widukind nach der Taufe das schwarze gegen ein weißes Pferd vertauschte. Die Holzschnitte in diesem Werk stellen ab Widukind alle niedersächsischen Herrscher mit dem Rosswappen dar: Die Ottonen, die Brunonen, Lothar von Supplinburg und die Welfen. Die Saxonia des Albert Krantz von 1520 wiederholt die Legende um Widukind und ergänzt weitere Details: Das „Fohlen“ im Wappen sei der Ursprung der Landsnamen West- und Ostfalen; nach dem Sturz der Welfen als Herzöge von Sachsen unter Heinrich dem Löwen sei das Ross aus dem Schild in die Helmzier versetzt worden.
Natürlich gab es zur Zeit Widukinds keine Heraldik. Solche rückdatierten Darstellungen waren aber üblich: Gerade in der Blütezeit der Heraldik, im späten Mittelalter und der frühen Neuzeit, waren Darstellungen von Herrschern ohne Wappen kaum denkbar. Durch diese Rückdatierung erhielten die Wappen eine größere Würde, was den Auftraggebern der jeweiligen Künstler nutzte. Denn die Auftraggeber waren oft die zeitgenössischen Verwender dieser Wappentradition.

## Heraldische Verwendung im Laufe der Geschichte

### Entstehung der Territorialstaaten

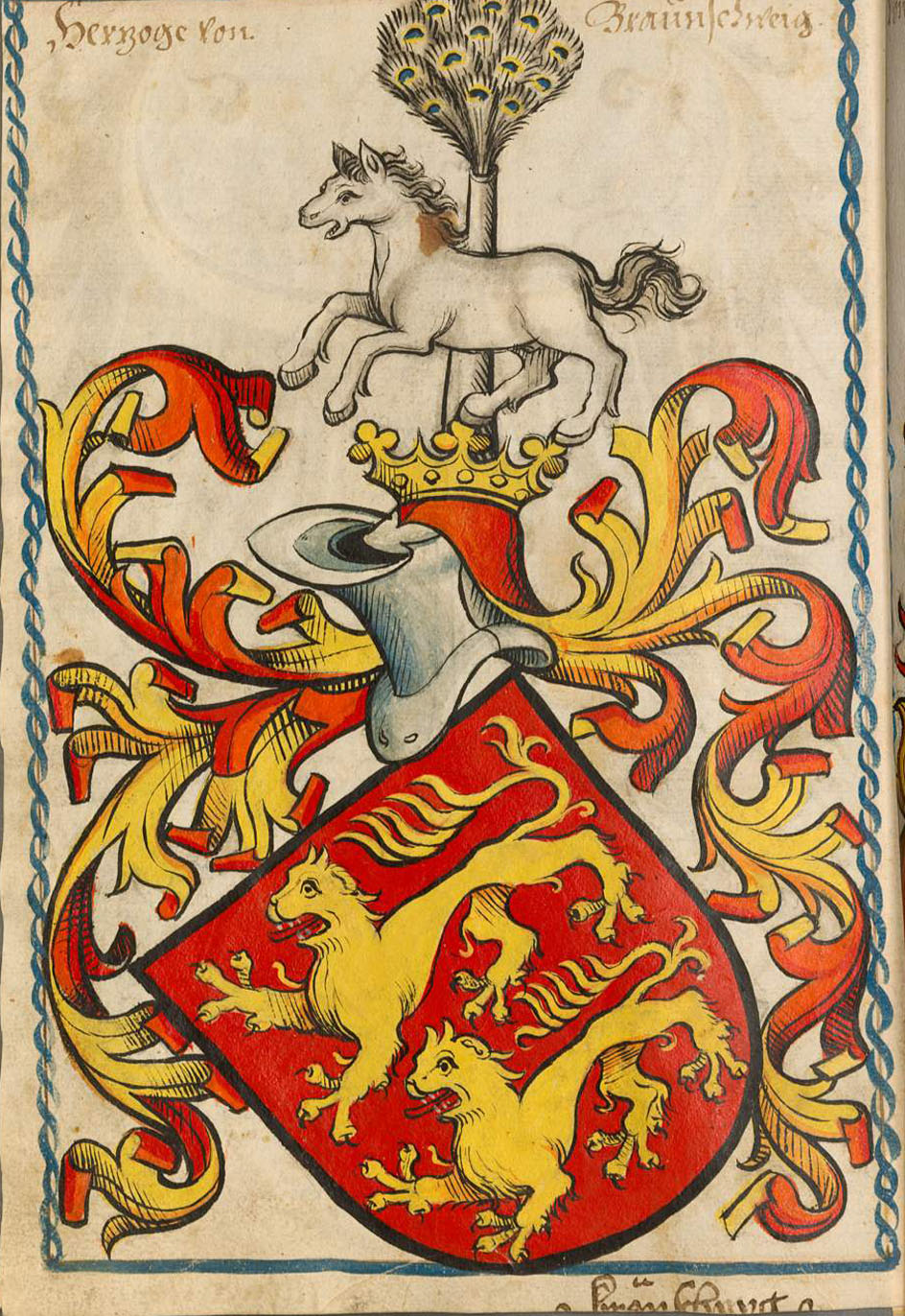
Wappen des Braunschweiger Herzogs aus dem Scheiblerschen Wappenbuch (1450–1480)

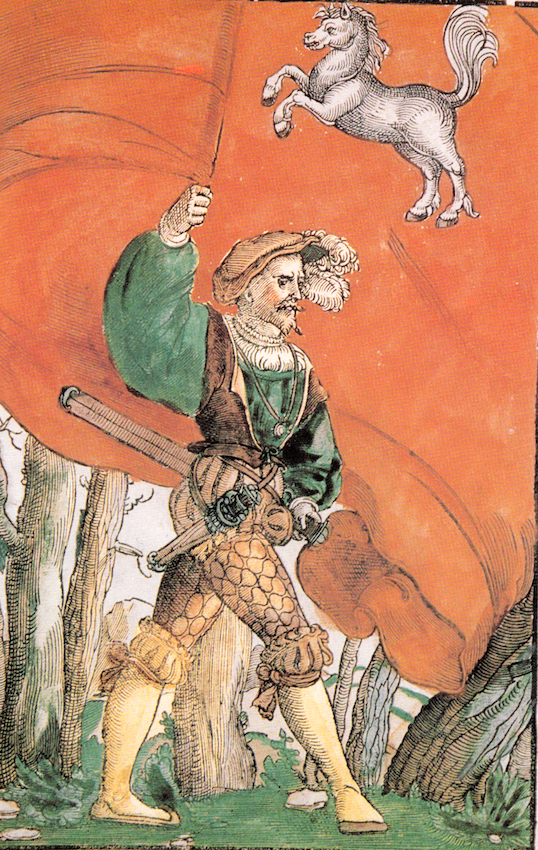
Landsknecht mit welfischer Fahne, Ende des 16. Jahrhunderts

Ab dem 15. Jahrhundert verwendeten die Herzöge von Braunschweig-Lüneburg das Sachsenross hauptsächlich als Bestandteil der Helmzier ihres Wappens. Dort springt es vor einer weißen, mit Pfauenfedern geschmückten Säule, später vor einer roten Säule, auf deren Spitze eine goldene Krone und ein goldener Stern mit drei Pfauenfedern gesetzt ist. Umrahmt wird diese spätere Version der Helmzier von zwei mit Pfauenfedern besetzten Sicheln. Ein solches Ross vor roter Säule bildet seit 1570 auch das Wolfenbüttler Stadtwappen. Das weiße, springende Pferd als solches blieb im Bewusstsein des Volkes populär und wurde in der Volkskunst oft verwendet. Es ist auf Gebäuden, Wetterfahnen, Ofenplatten, Bierkrügen und als Verzierung auf vielen Gegenständen des täglichen Gebrauchs zu finden. Als Herrschaftssymbol fand es sich zudem auch auf Münzen (später auch auf Banknoten und Briefmarken), Medaillen, Uniformknöpfen und militärischen Fahnen.

Wappen des Kurfürsten Georg I. von Hannover, 1708–1714

 Ab dem 17. Jahrhundert experimentierten die verschiedenen welfischen Linien immer wieder mit Wappen, die das Ross in den Schild verlegten – aus praktischen Gründen, vermutet Veddeler, schließlich wurde die Helmzier mehr und mehr durch Rangkronen verdrängt, sodass das distinktive Pferdemotiv verschwand. Am dauerhaftesten hielt sich dieser Gedanke im Kurfürstentum Hannover: Dort schlug der Philosoph und Universalgelehrte Gottfried Wilhelm Leibniz bei der Neugestaltung des Wappens 1692 vor, dem „vor alt-Sächsisch gehaltenen Pferd“, oder „sogenannten Widukindpferd“ einen prominenten Platz im Wappenschild zu geben. Das Pferdewappen war für ihn also nicht nur wichtiges heraldisches Symbol für die Welfenfamilie, sondern verwies auch auf die alten Sachsen zurück. Auch der Erwerb des Herzogtums Sachsen-Lauenburg – eines Fragments des alten Herzogtums Sachsen – durch die Hannoveraner sollte für Leibniz durch das Motiv symbolisiert werden. Leibnizens Vorschlag fand Gehör.
Das Sachsenross war dabei freilich nicht das einzige Wappensymbol: Es handelte sich um einen der vielfeldigen Wappenschilde jener Zeit, die alle Territorien des jeweiligen Herrschers in ihren Feldern repräsentierten. Das war im alltäglichen Einsatz nicht immer praktisch; denn bei zu kleiner Darstellung waren die einzelnen Felder des Wappens nicht mehr zu erkennen, der Gesamteindruck fehlte. So wurde das Sachsenross gern als „kleines Wappen“ für den Einsatz in der Verwaltung gewählt. Es war einprägsam und wurde verstanden. – Im ebenfalls welfischen Nachbarfürstentum Braunschweig-Wolfenbüttel wurde das Ross hingegen bis zum Ende der Monarchie – nicht immer, aber typischerweise – nur als Helmzier geführt. Siehe dazu die Lichttaler mit dem Sachsenross als Helmzier.

### Das Sachsenross im britischen Weltreich

Britisches Königswappen mit Sachsenross

Als die Kurfürsten von Hannover ab 1714 in Personalunion auch zu Königen von Großbritannien und Irland wurden und nach London umzogen, nahmen sie das Sachsenross mit. Schon die Krönungsmedaille von König Georg I. zeigt auf der Rückseite ein Pferd, das vom norddeutschen Festland auf die britischen Inseln überspringt.
Das Sachsenross wurde in der Folge mit den welfischen Löwen und Leoparden sowie den englischen, schottischen und irischen Wappenfeldern zu einem neuen Wappenkonglomerat vereint, das nun als Herrschaftszeichen rund um die Welt, in Amerika und Australien, in Indien und Afrika gezeigt wurde. Dieses Kombinationswappen wird noch heute von den Welfen als Familienwappen geführt.
Bei den Flaggen wurde zeitweise die britische Flagge (Union Jack) mit dem Sachsenross kombiniert. Dazu wurde das springende Pferd in das rote Feld im Schnittpunkt der beiden breiten Balken des St.-Georgs-Kreuzes eingefügt.
Relikte des Sachsenrosses haben sich in Teilen des ehemaligen britischen Weltreichs gehalten, so im Wappen der Stadt Guelph („Welf“) in Ontario/Kanada, das in der Mitte ein rotes Band mit einem weißen springenden Pferd zeigt.
Am 12. August 1815 wurde der Guelphen-Orden (von Welfen; englisch Royal Guelphic Order oder Hanoverian Guelphic Order) als eine Auszeichnung des Königreichs Hannover von dem Prinzregenten und späteren König Georg IV. gestiftet. Zentrales Gestaltungselement war ein springendes weißes Pferd auf rotem Grund. Der Orden wurde vom König von Hannover verliehen, der bis zum Tod König Wilhelms IV. 1837 in Personalunion auch König von Großbritannien und Irland war. Der Orden galt stets nicht als königlich-britischer, sondern als königlich-hannoverscher Orden.

### Das Sachsenross für und gegen Napoleon

Wappen des Herzogtums Westfalen

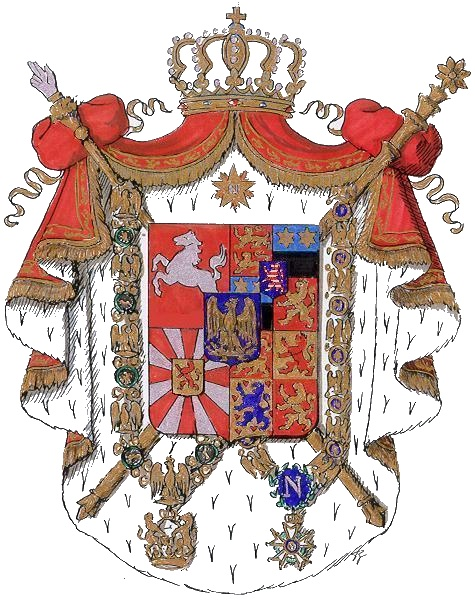
Wappen des Königreichs Westphalen

Nachdem Norddeutschland von Napoleon besetzt und das Heilige Römische Reich Deutscher Nation aufgelöst worden war, entstand 1807, nach dem Frieden von Tilsit, aus den Ländern Hannover und Braunschweig-Wolfenbüttel sowie weiteren Territorien das Königreich Westphalen. Es wurde von Napoleons Bruder Jérôme von der Hauptstadt Kassel aus regiert. Auch dieses neue Reich führte das Sachsenross bzw. Westfalenpferd im ersten Feld seines vielfeldigen Wappens.
Gegen dieses Reich kämpften, ebenfalls unter Verwendung des Sachsenrosses als Feldzeichen, der Kurfürst von Hannover – auch in seiner Funktion als König von Großbritannien und Irland – sowie der Herzog von Braunschweig-Lüneburg. Das hannoversche Militär kam als „King’s German Legion“ im Verbund mit britischen Truppen zum Einsatz, Herzog Friedrich Wilhelm von Braunschweig-Oels kämpfte sich mit seinem privat finanzierten Freikorps, der „Schwarzen Schar“, zunächst quer durch Deutschland, dann nach England, und kämpfte schließlich im Verbund mit der „German Legion“ auf wichtigen Schlachtfeldern der Iberischen Halbinsel und Italien gegen die Truppen Napoléons.
Im Gegensatz zu seinem Verwandten, dem Kurfürsten von Hannover, der als König von Großbritannien und Irland ein Weltreich regierte, blieb Herzog Friedrich Wilhelm nach dem Verlust des Fürstentums Braunschweig-Wolfenbüttel nur noch das kleine, von der mütterlichen Seite geerbte Fürstentum Oels, ein preußisches Lehen in Schlesien. So musste er entschlossen um sein Haupterbe kämpfen, was er auch mit der nötigen Durchsetzungskraft tat. Als Ausdruck seiner Entschlossenheit und seiner Verbundenheit mit dem Braunschweiger Land kombinierte er in seinen Bataillonsfahnen welfisch-dynastische Heraldik mit dem Sachsenross. Dazu kamen markige Devisen wie „Sieg oder Tod“, „Mit Gott für Fürst und Vaterland“ und „Nunquam retrorsum“ („Niemals zurück“). Auch die Tornister seiner in britischen Diensten kämpfenden Braunschweig-Lüneburgschen Jäger in Spanien trugen eine Abbildung des Sachsenrosses.

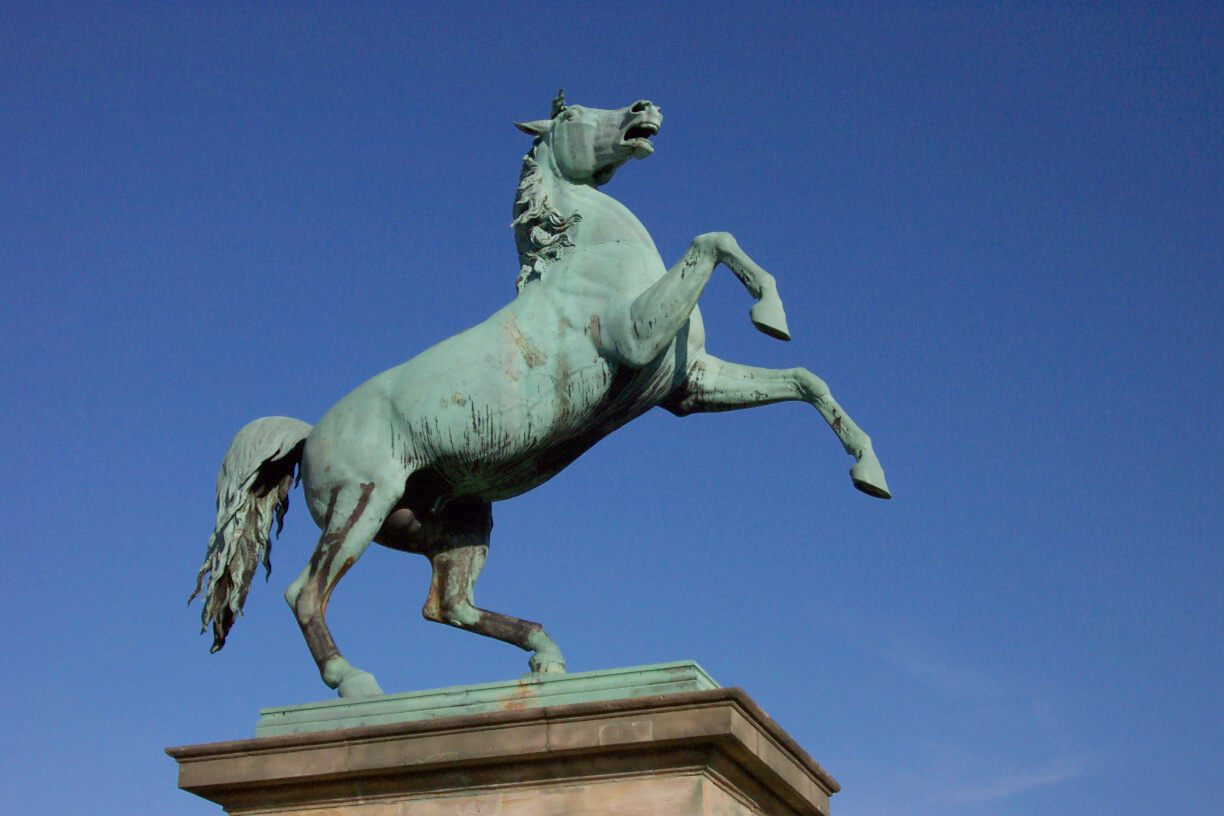
Bronzestatue des Sachsenrosses in Hannover

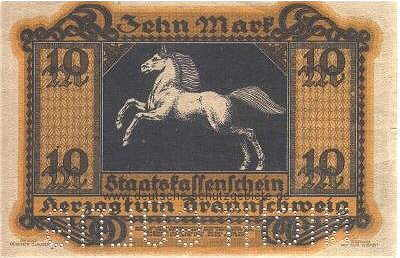
Braunschweiger Banknote

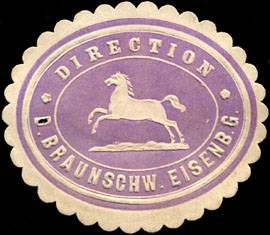
Siegelmarke der Herzoglich-Braunschweigischen Eisenbahngesellschaft

### Im Deutschen Bund und im Deutschen Reich
Nach dem Ende der Befreiungskriege entstanden um 1814 als welfische Nachfolgestaaten das Königreich Hannover und das Herzogtum Braunschweig, die beide dem Deutschen Bund beitraten. Beide verwendeten ebenfalls als „kleines Wappen“ das weiße springende Pferd im roten Schild. Es wurde auch zum beliebtesten Motiv zur Symbolisierung hoheitlicher Aufgaben wie Militär, Post und Eisenbahn.
So zeigten auch die ersten, zum Jahresbeginn 1852 von der braunschweigischen Post herausgegebenen Briefmarken das weiße Sachsenross in einem roten Oval. Philatelistisch interessant ist dabei, dass diese Braunschweiger Marken die ersten Briefmarken Deutschlands waren, die in Farbe auf weißlich-gelbem Papier gedruckt wurden – statt mit schwarzer Farbe auf farbigem Papier. Denn nur so war die Darstellung eines weißen Pferdes möglich.
Als nach dem Deutschen Krieg von 1866 das Königreich Hannover von Preußen annektiert und zur preußischen Provinz Hannover wurde, erhielt diese das Sachsenross als alleiniges Wappen, was auch auf der Fahne sowie im Helmzier dargestellt ist – gleiches gilt (rechts) für die Provinz Westfalen:
Da die königliche Familie vor der Siegermacht Preußen fliehen und ins Exil gehen musste, war an eine Verwendung welfisch-dynastischer Heraldik nicht zu denken. Die Verwendung des Sachsenrosses galt als Zugeständnis an die hannoversche Identität der Bevölkerung und wurde nicht unmittelbar als Symbol der Welfenfamilie angesehen. Es dauerte jedoch einige Jahre, bis das Provinzwappen genehmigt wurde. In der Folgezeit wurde das Sachsenross mehr denn je zum Inbegriff welfisch-hannoverscher Identität und zum Symbol des Widerstands gegen die preußische Herrschaft.
Aus diesem Grund wurde auch die überlebensgroße, bronzene Statue des Sachsenrosses ein Politikum, die im Jahre 1866 vom Bildhauer Albert Wolff im Auftrag des Königs von Hannover geschaffen wurde. Sie sollte ursprünglich auf der Balustrade des Welfenschlosses aufgestellt werden, was jetzt nicht mehr in Frage kam. Auch der Versand der Statue zur Weltausstellung nach Paris 1867 musste ausfallen, weil befürchtet wurde, der im Exil lebende König Georg V. könnte im Ausland Besitzansprüche anmelden. So stand die Statue jahrelang unter den Türen des Schloss-Hauptportals. Erst als im Jahre 1879 die Königliche Technische Hochschule, die spätere Universität Hannover, in das Gebäude einzog, fand das Pferd auf einem Steinsockel auf dem Vorplatz einen würdigen Standort. Dort steht es seitdem.
Aber auch aus dem Exil versuchten die hannoverschen Welfen nach 1866, gegen die preußische Besatzung ihres Landes vorzugehen – auch militärische Gewalt wurde erwogen, was aber nicht umgesetzt wurde. Das Sachsenross spielte aber auch hier wieder bei der begleitenden Propaganda eine wichtige Rolle. Daran erinnert heute noch das Lied Sachsenroß am Kragen von H. Matthe:

„Auf! Niedersachsens Söhne stärket unsere Reih’n.
Jetzt ist die Stund gekommen, die Heimat zu befrei’n.
Sachsenroß am Kragen, gelb und weiß das Band,
Niedersachsens Söhne werden wir genannt.“

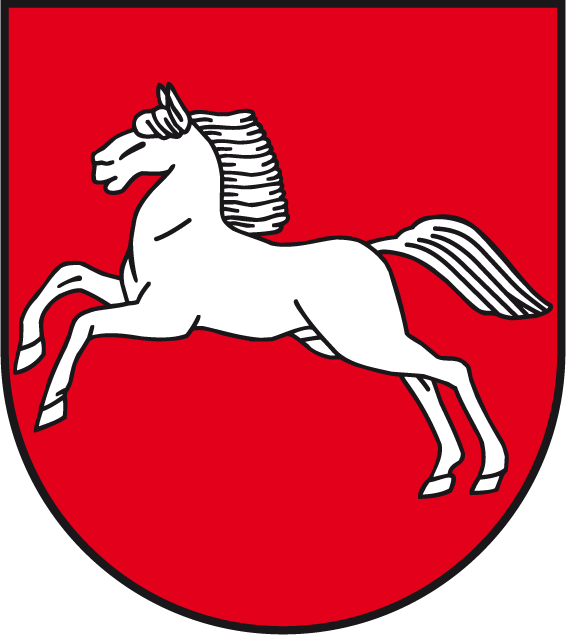
Wappen des Freistaates Braunschweig 1922–1946

Im Herzogtum Braunschweig wurde das Sachsenross mit Datum vom 28. September 1912 von einem eher inoffiziell verwendeten kleinen Wappen zu einem behördlichen „Dienstsiegelwappen“, also zum offiziellen Motiv auf amtlichen Stempeln.

### Weimarer Republik

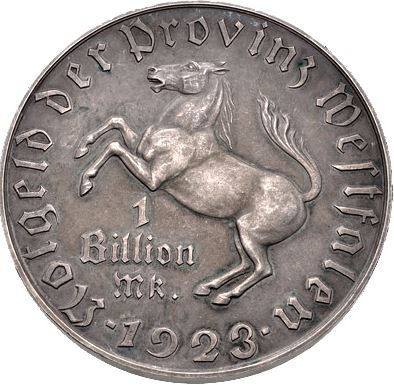
1 Billion Mark von 1923

Nach Abschaffung der Monarchie im Jahre 1918 blieb Hannover preußische Provinz, Braunschweig blieb selbstständig und wurde zum Freistaat. In beiden Territorien wurde bzw. blieb das Sachsenross das einzige offizielle Wappen. So in Braunschweig durch Artikel 1 der Verfassung vom 6. Januar 1922. Als Preußen im Jahr 1924 den Versuch machte, dem hannoverschen Provinzwappen einen preußischen Adler als Schildhaupt aufzusetzen, protestierte die hannoversche Bevölkerung derart heftig, dass die Änderung schon 1925 rückgängig gemacht werden musste.
Das 1-Billion-Mark-Stück der Provinz Westfalen als Münze mit dem höchsten Nennwert aller Zeiten sowie die anderen Notmünzen der Provinz, die in den Jahren 1921, 1922 und 1923 geprägt wurden, zeigen auf der Wertseite das von Rudolf Bosselt, dem Direktor der Kunstgewerbeschule Magdeburg, entworfene Westfalenross der Provinz aus der Zeit der Weimarer Republik. (Siehe dazu auch Notmünzen mit dem Brustbild von Annette v. Droste-Hülshoff)

### Land Westfalen
Aus dem Erbe Heinrichs des Löwen war den Erzbischöfen und späteren Kurfürsten, sprich den Fürsterzbischöfen von Köln im 12. Jahrhundert der westfälische Teil des alten Sachsenlandes zugefallen. Territorial kontrollierten sie aber nur das benachbarte Herzogtum Westfalen. Um die Herrschaft über dieses Gebiet und den Anspruch auf ganz Westfalen zu unterstreichen, vereinnahmten auch sie das Sachsenross für ihre Zwecke. Hier wurde es aber zunehmend „steigend“ statt „springend“ dargestellt, also mehr aufgerichtet. Auch wurde der Schwanz „aufgeschlagen“, also nach oben geworfen, ausgeführt. So entstand das ebenfalls populäre Westfalenpferd. Die Kölner verwendeten es seit 1469 auf Münzen und seit etwa 1500 als Teil ihres Wappens. Auch das von Napoleon eingerichtete Königreich Westphalen führte das Westfalenpferd im ersten Feld seines vielfeldigen Wappenschildes. Später wurde Westfalen preußische Provinz. Auf diese Weise kam das Pferd auch in das preußische Staatswappen.
Noch heute repräsentiert das Westfalenpferd den westfälischen Landesteil im Wappen des Landes Nordrhein-Westfalen.

### Herzogtum Lauenburg
Auch das zeitweilig zum Königreich Hannover gehörende Herzogtum Lauenburg erhielt ein Wappen, das aus einem Pferdekopf in einem roten Schild bestand. Der Pferdekopf war zuerst golden, wurde aber später in Weiß geändert. Als das Herzogtum zu Preußen kam, erhielt das Wappen eine Bordüre in den Preußenfarben Schwarz und Weiß.

### Stadt Wolfenbüttel
Als Herzog Julius von Braunschweig-Wolfenbüttel seiner Residenzstadt Wolfenbüttel (damals noch unter dem Namen Heinrichstadt) im Jahre 1570 das Stadtrecht verlieh, gab er ihr auch ein Wappen, das im Schild Elemente der Helmzier des herzoglichen Wappens zeigte: Im blauen Schild ein weißes, springendes, gezäumtes und gesatteltes Pferd vor einer roten Säule mit goldener Krone und weißem Stern. Ältere Darstellungen zeigen hier einen goldenen Stern, was der Darstellung in der Helmzier der Herzöge entspricht.

### Deutsche Bundesbahn
Die Deutsche Bundesbahn verwendete den Namen „Sachsenroß“ ab 1953 für ein Fernschnellzug-Paar, das seit dem Sommerfahrplan 1951 mit den Zugnummern F 15 und F 18 zwischen der damaligen Bundeshauptstadt Bonn und der niedersächsischen Landeshauptstadt Hannover verkehrte. Die Züge hatten Anschluss von und nach Hamburg. Zwischen 1954 und 1963 wurde der Laufweg auf die Relation Köln–Hannover beschränkt und die Züge erhielten die neuen Zugnummern F 15 und F 16. Sie führten ausschließlich die (alte) 2. Klasse, nach der Klassenreform von 1956 nur die (neue) 1. Klasse. Ab 1969 kam es in den folgenden Fahrplanwechseln zur Änderung der Zugnummern und des Laufwegs, zunächst Frankfurt–Hannover–Köln, dann 1970 Bremen–Hannover–Frankfurt (und in südliche Richtung bis Mannheim). 1971 wurde die Verbindung in der Relation Hamburg–Mannheim Teil des integrierten Intercity-Taktfahrplans.

### Sonstiges Vorkommen

Bezirk Charlottenburg-Wilmersdorf

Wappen des Hauses Savoyen 1563–1630

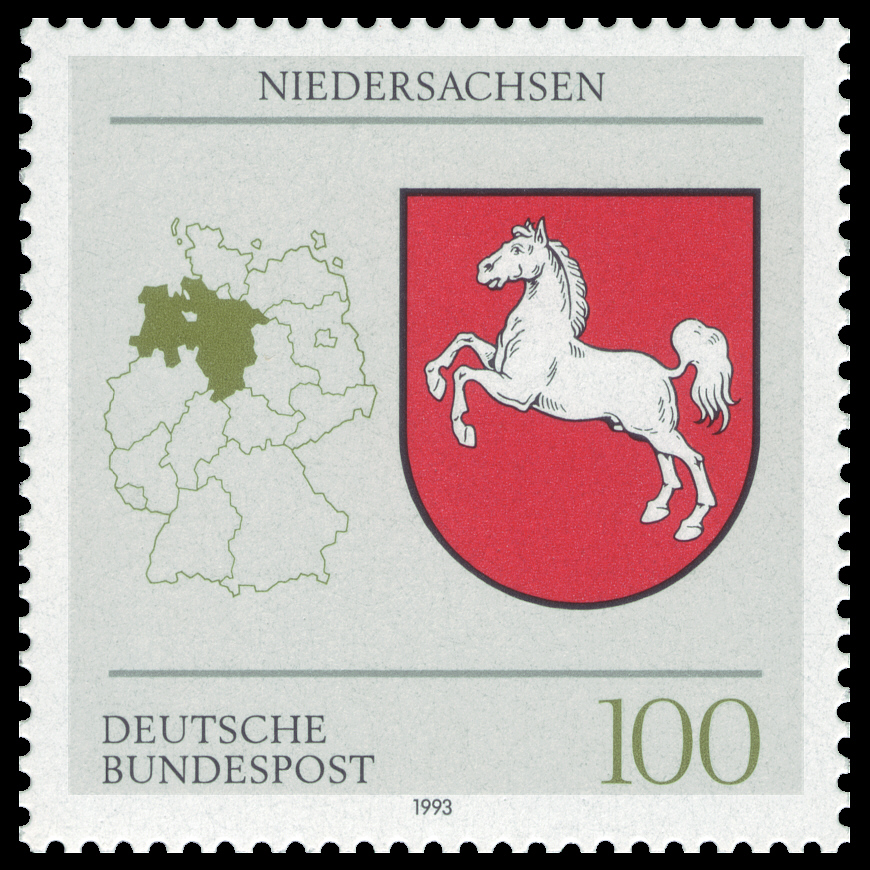
Briefmarke, Serie Wappen der Länder der Bundesrepublik Deutschland

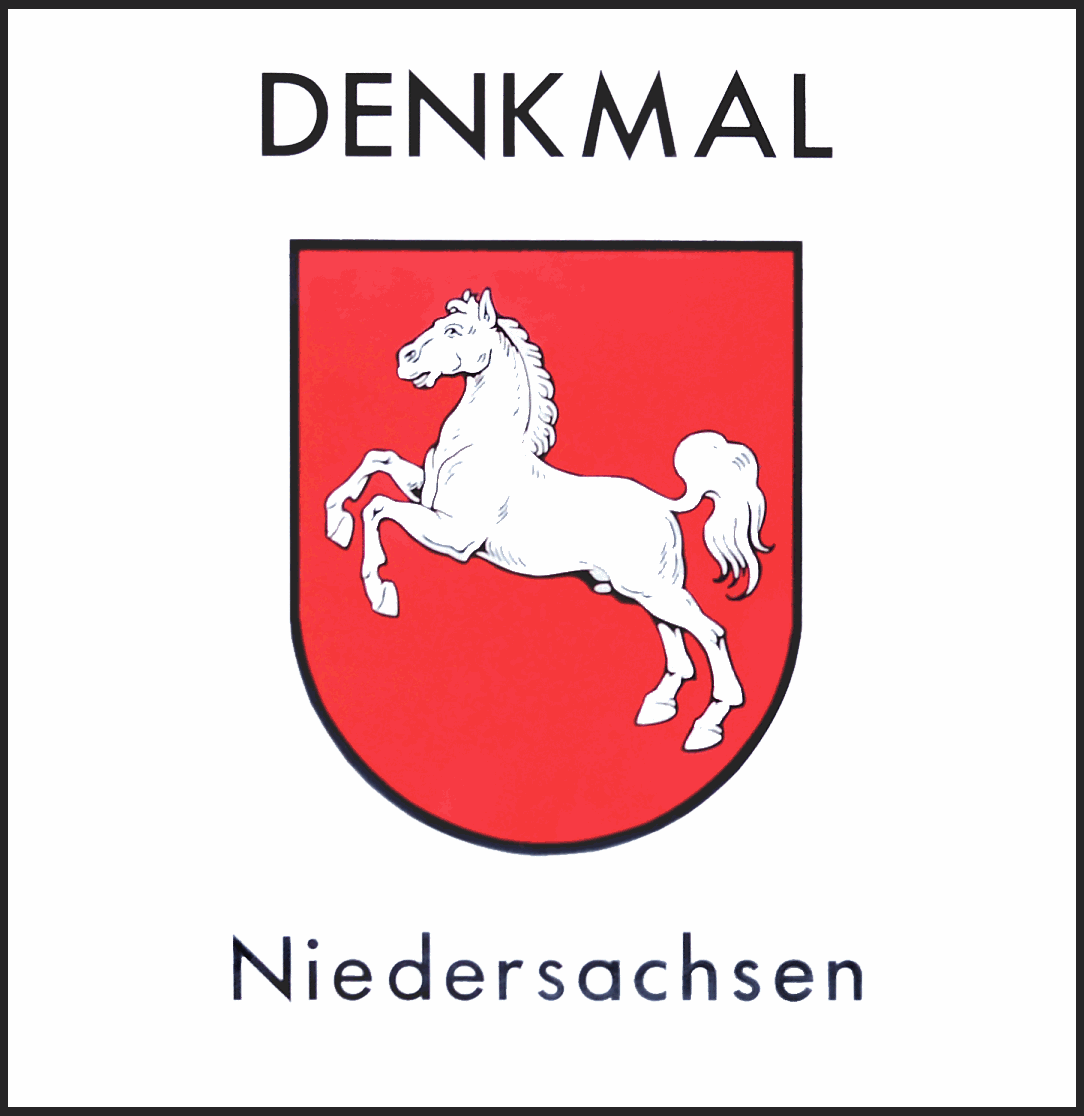
Sachsenross auf Denkmalplakette

Das Sachsenross ist auch im Wappen der Herzogtümer Sachsen-Altenburg (seit 1826), Sachsen-Coburg-Gotha (seit 1821) und kurioserweise des Hauses Savoyen abgebildet. Emanuel Philibert von Savoyen führte es 1560 ein, um seine vermeintliche Abkunft vom Sachsenherzog Widukind zu unterstreichen. Zudem ist es in den Wappen von Amt Neuhaus, Clausthal-Zellerfeld und des früheren Landkreises, der ehemals südpreußischen Stadt Konin sowie dem 1975 aufgelösten Kreis Iserlohn vorhanden, bei letztgenanntem als Westfalenross. Auch der Wuppertaler Stadtteil Nächstebreck zeigt das Ross, er war mehrfach zwischen Rheinland und Westfalen verschoben worden. Außerdem ist es in einem Schildchen bei dem Berliner Bezirk Charlottenburg-Wilmersdorf zu finden, wo es an die Namenspatronin Charlottenburgs, die preußische Königin Sophie Charlotte von Hannover, erinnert.

## Verwendung seit 1946

### Land Niedersachsen

#### Wappen Niedersachsens
Noch bevor am 25. Februar 1947 das Land Preußen von den alliierten Siegermächten des Zweiten Weltkriegs für aufgelöst erklärt wurde, hatte die preußische Provinz Hannover am 23. August 1946 wieder ihre Selbstständigkeit als Land erhalten. Sofort war auch das Sachsenross wieder als Landeswappen eingeführt worden. Das Land Braunschweig hatte die Entscheidung für das Wappen bereits am 8. Juli 1946 getroffen.
Die britische Militärregierung beschloss, die Länder Hannover, Braunschweig, Oldenburg und Schaumburg-Lippe zum neuen Land „Niedersachsen“ zusammenzufassen, was zum 1. November 1946 realisiert wurde. Während im Kreise der Länder in Bonn das Sachsenross inoffiziell bereits als neues niedersächsischen Wappen geführt wurde, dauerte die offizielle Diskussion noch an, ob nicht doch die Wappenbilder von Oldenburg und Schaumburg-Lippe in einem Kombinationswappen – ähnlich wie in Nordrhein-Westfalen oder Rheinland-Pfalz – integriert werden sollten. Die Meinung setzte sich durch, dass ein einfaches einprägsames Wappenbild, eben das Sachsenross, doch das Beste sei. Immerhin repräsentierten die Länder Hannover und Braunschweig vier Fünftel der Bevölkerung des neuen Landes. Über Jahre war das Sachsenross das inoffizielle Landeswappen des neuen Landes. Der offizielle Beschluss zur Einführung des Sachsenrosses als Landeswappen wurde vom Landtag am 3. April 1951 mit großer Mehrheit gefasst und in der „Vorläufigen Niedersächsischen Verfassung“ vom 13. April 1951 niedergelegt. Für den amtlichen Gebrauch wurde dabei die Mustertreue festgeschrieben, das heißt, dass für offizielle Zwecke nicht die heraldischen Gestaltungsfreiheiten ausgeschöpft werden durften. So wurde das von Gustav Völker gezeichnete Muster im „Gesetz über Wappen, Flaggen und Siegel“ vom 13. Oktober 1952 verbindlich festgelegt. Die neue „Niedersächsische Verfassung“ vom 19. Mai 1993 übernahm die Regelung und sagt in Artikel 1, Satz (3) aus:

„Niedersachsen führt als Wappen das weiße Roß im roten Felde und in der Flagge die Farben Schwarz-Rot-Gold mit dem Landeswappen.“

Im Dezember 1990 wurde von der damals SPD-geführten Landesregierung ein abstraktes „Niedersachsen-Logo“ eingeführt: Das Strich-Punkt-Bogen-Signet eines stark stilisierten Pferdekopfes in rot mit dem schwarzen Schriftzug „Niedersachsen“. Alle niedersächsischen Landesbehörden setzten es als Erkennungszeichen ein. Die Verwendung durch Verbände, Unternehmen und Initiativen war ausdrücklich gewünscht, bedurfte aber der Genehmigung. Die CDU-geführte Landesregierung (Kabinett Wulff I) ersetzte mit Wirkung vom 1. Dezember 2004 das Signet durch das traditionelle Pferde-Wappen. Der Wechsel vom Signet- zum Wappen-Logo erfolgt kostenneutral, wobei die alten Vordrucke aufgebraucht werden.
Problematisch ist der Umstand, dass das niedersächsische Wappen häufig von inoffiziellen Stellen in folkloristischem Zusammenhang dargestellt wird. So nutzen oft Schützenvereine das Wappen, was formell illegal geschieht. Eine konsequente Durchsetzung dieser eigentlich verbotenen Verwendungen wurde bisher vom Land Niedersachsen vermieden, wird aber von offiziellen Stellen zunehmend gefordert.
In der aktuellen Kampagne zur Herausstellung der Innovationskraft Niedersachsens (Stand 2008) wird der Slogan „Sie kennen unsere Pferde. Erleben Sie unsere Stärken“ genutzt. Hier wird mit dem Sachsenross als Wappentier ein Bogen zwischen Pferdezucht (Verden) und der im Lande ansässigen Automobilindustrie (VW) geschlagen.

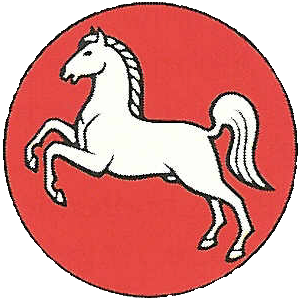
Niedersachsen-Symbol von 1990

Das Wappen der Kleinstadt Hardegsen im Landkreis Northeim hat eine blaue Tingierung, entspricht sonst jedoch dem Sachsenross.

Wappen der Stadt Hardegsen

Ähnlich ist es in Schortens (Landkreis Friesland), hier in rot – somit vertauschte Farben gegenüber dem Landeswappen.

Wappen der Stadt Schortens

Wappen des Landkreises Gandersheim (1946–1960)

Die Landkreise Duderstadt, Helmstedt, Stade, Verden und Zellerfeld sowie die Städte Clausthal-Zellerfeld und Twistringen zeigen (u. a.) ebenfalls ein Sachsenross. Gleiches gilt für das Verbandsabzeichen des Heeresmusikkorps Hannover. Hinzu kommt Amt Neuhaus, das bis 1993 zum Landkreis Hagenow in Mecklenburg-Vorpommern gehörte.

#### Niedersachsen-Zeichen
Da das offizielle Wappen des Landes Niedersachsen nur von staatlichen Stellen verwendet werden darf, wurde für andere, private oder kommerzielle Zwecke im Mai 1990 das „Niedersachsen-Symbol“ entwickelt, das frei verwendet werden konnte. Es bestand aus einem weißen Sachsenross in einer roten oder schwarzen Scheibe.
Anlässlich des 60. Landesgeburtstags 2006 gestaltete die Braunschweiger Werbeagentur Gingco ein neues „Niedersachsen-Zeichen“ mit einem nach rechts galoppierenden weißen Ross auf rotem, ovalem Grund, sowie ein Sachsenross in Gitteroptik. Dieses Wappenzeichen findet auch bei anderen landesbezogenen Anlässen Verwendung, beispielsweise an privaten Zügen. Durch einen Beschluss der Landesregierung am 6. Februar 2007 wurde dieses „Niedersachsen-Zeichen“ genannte Logo zu einem weitgehend frei nutzbaren Symbol für verschiedenste Zwecke, so z. B. Verbänden, Vereinen, Unternehmen und Privatpersonen. Die Entscheidung über die Nutzung im Einzelfall trifft die Niedersächsische Staatskanzlei. Voraussetzung ist der Abschluss einer Nutzungsvereinbarung. Generell darf das Zeichen nicht kommerziell verwendet werden.

#### Plastische Darstellung
Eine dreidimensional ausgeführte Porzellanfigur des Sachsenrosses wird heute von der Landesregierung gern bei Staatsbesuchen und bei Ehrungen als Geschenk überreicht und ist so häufig in den Medien zu sehen. Die Figur wurde im Jahre 1957 von Walter Nitzsche entworfen und wird heute von der Porzellanmanufaktur Fürstenberg in drei verschiedenen Größen hergestellt.

#### Karikaturen
Das Sachsenross im niedersächsischen Landeswappen wurde oft zum Gegenstand von Karikaturen. Diese stehen häufig im Kontext von politischem Aktivismus oder Kritik an politischen Vorhaben.

##### #noNPOG

Niedersächsisches Wappen im Polizeistern mit Sachsenross als trojanischem Pferd
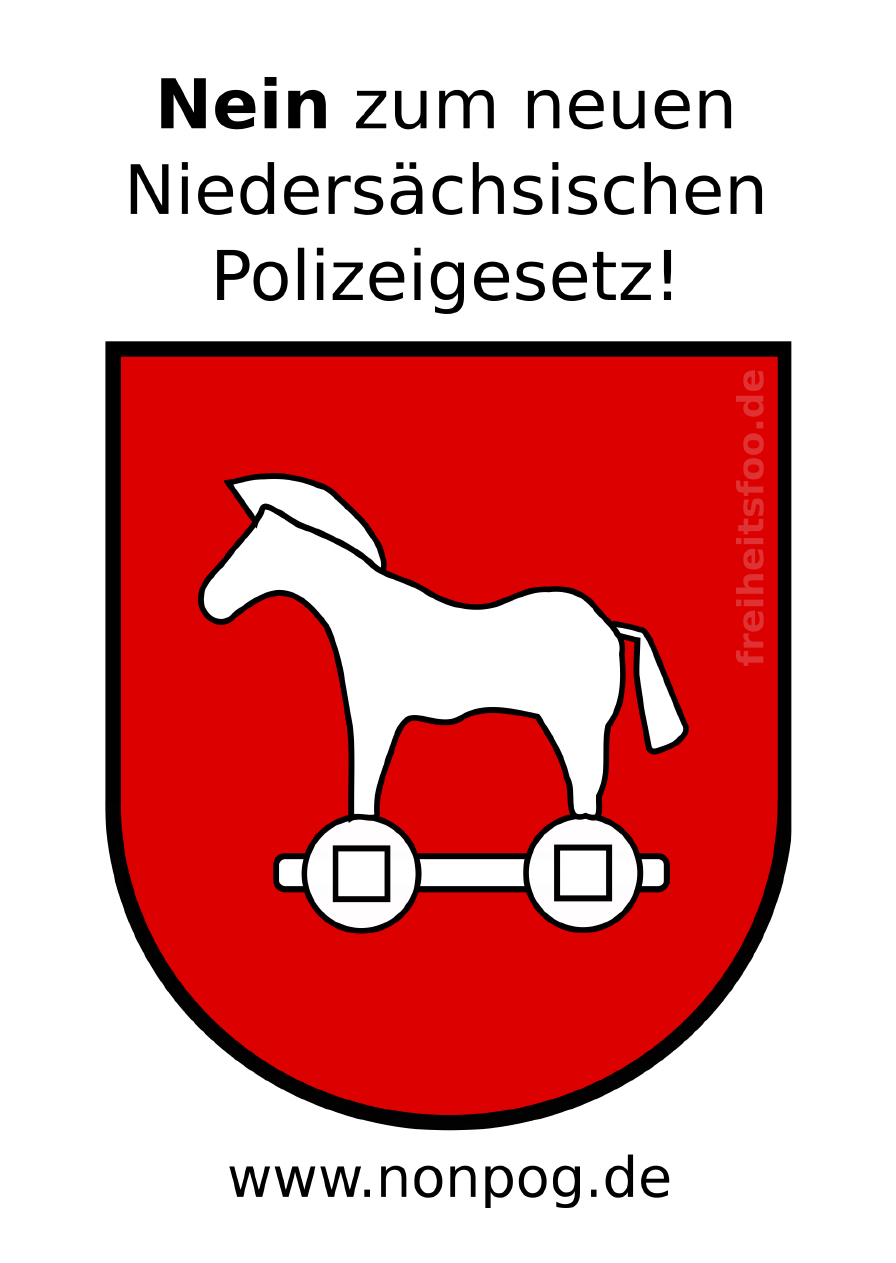
Aufkleber in der Variante von freiheitsfoo mit größerer Ähnlichkeit zum Trojanischen Pferd

Anlässlich der Planungen eines Reformgesetzes zur Änderung des Niedersächsischen Gesetzes über die öffentliche Sicherheit und Ordnung (Nds. SOG) und anderer Gesetze des niedersächsischen Landtages im Mai 2018 unter der geplanten Überschrift „Niedersächsisches Polizei- und Ordnungsbehördengesetz (NPOG)“ verwendet das Bündnis „#noNPOG – Nein zum neuen niedersächsischen Polizeigesetz“ als Logo eine Karikatur, die das Sachsenross als trojanisches Pferd vor dem roten Wappen inmitten des niedersächsischen Polizeisterns zeigt.
Eine ähnliche Variante mit größerer Ähnlichkeit zu einem trojanischen Pferd ist von freiheitsfoo erstellt worden und wird als Aufkleber angeboten.

##### Schweinhorn
Der Landesverband Niedersachsen der Partei für Arbeit, Rechtsstaat, Tierschutz, Elitenförderung und basisdemokratische Initiative (Akronym: Die PARTEI) betreibt den Schweinhornshop und verwendet dabei als Bildlogo ein weißes an das Sachsenross angelehntes springendes Schwein als Einhorn und erhobenem Schweif auf rotem Schild.

##### Offenes Streikforum der Georg-August-Universität Göttingen
Das Offene Streikforum der Georg-August-Universität Göttingen verwendete als Logo das niedersächsische Landeswappen mit einem Sachsenross, dem Messer und Gabel im Hintern stecken. Es schaut dabei steigend mit hervorquellenden Augen in Richtung der Betrachtenden. Das Offene Streikforum hatte sich im Winter 2003 im Rahmen der Studierendenproteste gegründet, die sich gegen die damals geplanten und am 10. Dezember 2003 beschlossenen Kürzungen im Rahmen des „Hochschuloptimierungskonzepts“ (HOK) sowie die Pläne zur Einführung von Studiengebühren richteten.

### Land Nordrhein-Westfalen

#### Wappen Nordrhein-Westfalens

Wappen des Bundeslandes Nordrhein-Westfalen seit 1953

Das nach dem Zweiten Weltkrieg neu geschaffene Land Nordrhein-Westfalen konnte nicht auf ein bestehendes Hoheitszeichen zurückgreifen. Daher beschloss die Landesregierung im Jahre 1947, durch eine öffentliche Ausschreibung der Bevölkerung eine Mitsprachemöglichkeit bei der Gestaltung einzuräumen. Dabei wurde deutlich, dass die Entscheidung wohl zugunsten einer Kombination der Wappen der drei Regionen Rheinland, Westfalen und Lippe fallen würde.
Der erste Entwurf in dieser Richtung wurde vom Düsseldorfer Maler Wolfgang Pagenstecher im Oktober 1947 eingereicht. Die endgültige Fassung wurde von einer Kommission festgelegt, die von der Landesregierung eingesetzt worden war. Die Hoheitszeichen des Landes beruhen heute auf den entsprechenden Gesetzen aus den Jahren 1953 und 1956.
Das heutige Wappen des Landes zeigt im gespaltenen Schild mit unten eingepfropfter Spitze vorn im grünen Feld einen linksschrägen weißen Wellenbalken, hinten im roten Feld ein steigendes weißes Ross und unten in Weiß eine rote Rose mit goldenen Butzen und goldenen Kelchblättern. Das weiße Ross symbolisiert dabei den Landesteil Westfalen. Die Rose im unteren Teil ist die (auf dem Kopf stehende) Lippische Rose, der weiße Wellenbalken symbolisiert den Rhein und steht für das Rheinland.
Das Ross ist das Westfalenpferd, die westfälische Variante des Sachsenrosses. Als charakteristisch für das Westfalenpferd gilt heute der aufgeworfene Schweif.

#### Landschaftsverband Westfalen-Lippe

Wappen des Landschaftsverbandes Westfalen-Lippe

Der Landschaftsverband Westfalen-Lippe führt als Nachfolger des ehemaligen Provinzialverbands Westfalen ebenfalls das Westfalenpferd in seinem Wappen.

### Bundeswehr

Panzergrenadierbrigade 19
Artillerieregiment 1
Verbandsabzeichen der 1. Panzerdivision
Verbandsabzeichen der Panzerbrigade 21
Verbandsabzeichen des Jagdgeschwaders 72

- Panzergrenadierbrigade 19
- Artillerieregiment 1
- Verbandsabzeichen der 1. Panzerdivision
- Verbandsabzeichen der Panzerbrigade 21
- Verbandsabzeichen des Jagdgeschwaders 72

#### Heer
Die 1. Panzerdivision des Heeres der deutschen Bundeswehr hat als Verbandsabzeichen einen mit einer silbernen Kordel umrahmten, von Gelb und Weiß gespaltenen Schild, in dessen Mitte ein roter Schild mit einem weißen springenden Pferd gesetzt ist. Die Division hat ihren Stab in Hannover und nimmt mit ihren Verbandsabzeichen die Embleme des alten hannoverschen Militärs wieder auf. Gelb und Weiß waren im 19. Jahrhundert die Landesfarben des Königreichs Hannover. Das Verbandsabzeichen wird von den Soldaten am linken Ärmel des Dienstanzuges getragen.
Die 1. Panzerdivision hat eine Stärke von deutlich über 10.000 Mann und wird zurzeit zur Division Eingreifkräfte umstrukturiert. Dadurch wird der Name nicht verändert werden. Die Dienststellen der 1. Panzerdivision verteilen sich auf die Bundesländer Schleswig-Holstein, Niedersachsen, Nordrhein-Westfalen und Bayern. Soldaten der 1. Panzerdivision waren bisher in Kambodscha, in Bosnien-Herzegowina, im Kosovo, in Mazedonien, in Afghanistan und in Kuwait eingesetzt. Bisher waren mehr als 7650 Soldaten der Division im Auslandseinsatz.
Die der Division unterstellte Panzerbrigade 21, die in Augustdorf in Nordrhein-Westfalen stationiert ist, zeigt in ihrem Verbandsabzeichen das Westfalenpferd, genauso wie einige der ihr zugeordneten Bataillone. Die Panzerbrigade 21 war einst der jetzt aufgelösten 7. Panzerdivision unterstellt, die ebenfalls das Westfalenpferd im Wappen führte.

#### Marine
Das niedersächsische Wappen mit dem Sachsenross befindet sich auch am Bug der Fregatte Niedersachsen, eines 2015 außer Dienst gestellten Schiffes der Deutschen Marine aus der Bremen-Klasse. Dieser Klasse gehören acht Fregatten an, die nach Bundesländern oder deutschen Städten benannt sind. Ihr Standort ist Wilhelmshaven. Diese Schiffe sind für die Überwasserkriegsführung und für die Bekämpfung von U-Booten ausgerüstet.

#### Luftwaffe
Das Westfalenpferd ziert auch das Verbandsabzeichen des inzwischen aufgelösten Jagdgeschwader 72, das bis 2006 in Rheine und Hopsten in Nordrhein-Westfalen stationiert war.

## Verwendung durch nichtstaatliche Organisationen

### Als Bild

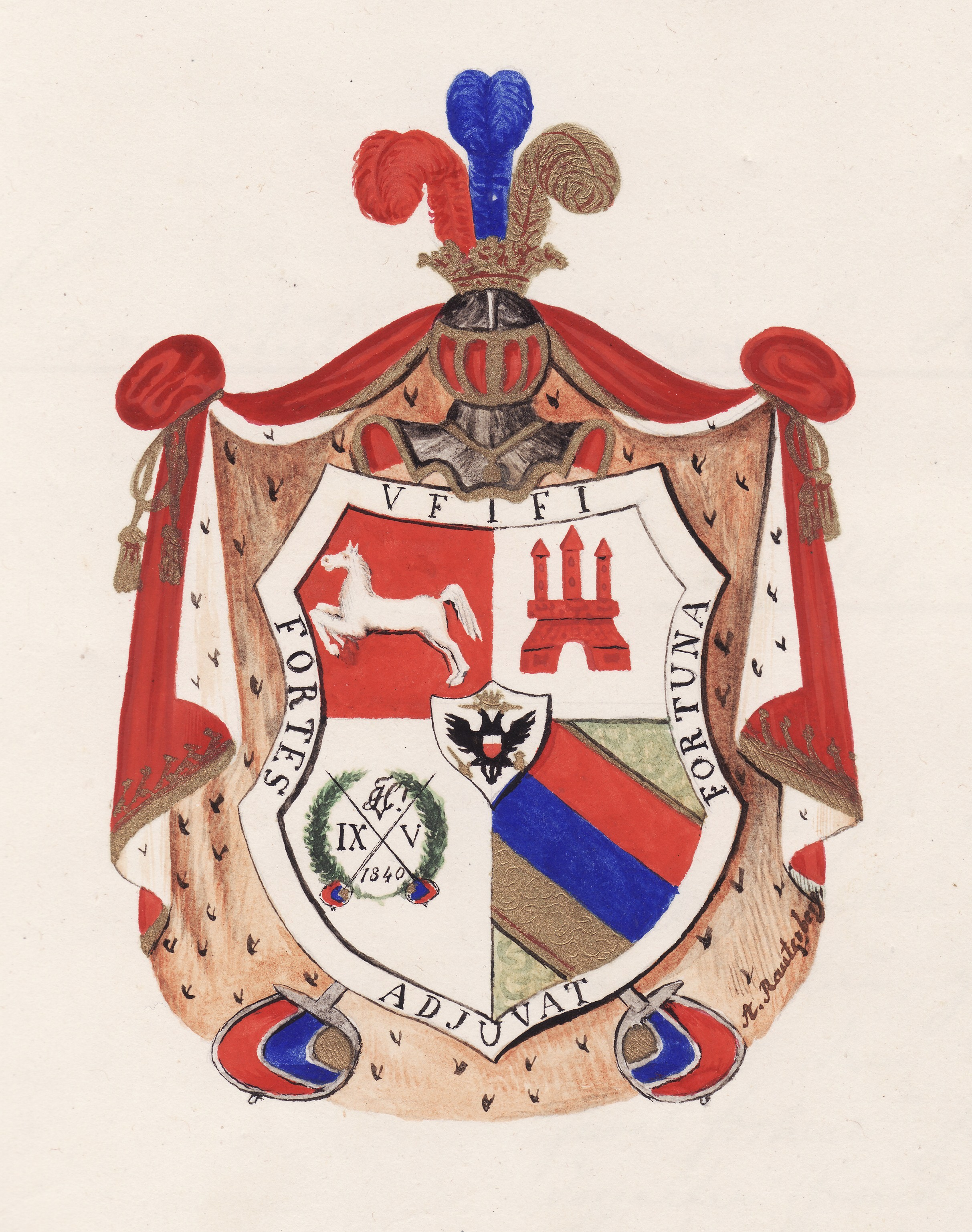
Welfenross im Wappen des Corps Hannovera Göttingen

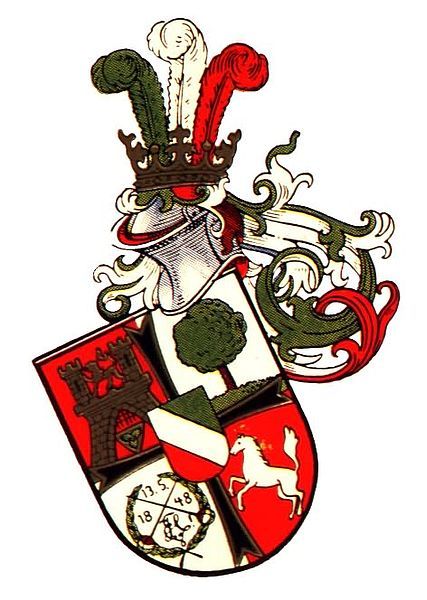
Welfenross im Wappen der Burschenschaft Hannovera Göttingen

Auch beim Aufkommen nichtstaatlicher Organisationen im 19. Jahrhundert wurde bei der Wahl von Identitätssymbolen auf das Sachsenross zurückgegriffen. In den welfischen Gebieten gegründete bürgerliche Turn-, Gesangs- und Schützenvereine setzten das Pferd in ihre Fahnen.
In weiten Teilen Deutschlands nahmen studentische Verbindungen das weiße Pferd im roten Feld als Bestandteil, oft als Herzschild, in ihre Studentenwappen auf, vor allem, wenn sie sich landsmannschaftlich auf den (nieder-)sächsischen Raum bezogen. Das betrifft besonders Verbindungen mit den Namen „Saxonia“, „Hannovera“ bzw. „Hannoverania“ und „Brunsviga“ sowie seit 1848 die Burschenschaft Hannovera Göttingen. Verbindungen mit Namen „Guestphalia“ zeigen analog das „steigende“ Westfalenpferd im Wappen. Die älteste bekannte Verwendung des Sachsenrosses im studentischen Bereich ist ein auf Holz gemaltes insignium nationis saxonicae (deutsch: Abzeichen der (nieder-)sächsischen Landsmannschaft), das der Universität Leipzig aus dem 17. Jahrhundert erhalten ist.
Auch Wirtschaftsunternehmen setzten und setzen das Sachsenross als Erkennungszeichen ein, wie zum Beispiel die Öffentliche Versicherung Braunschweig. Das Unternehmen wurde im Jahre 1754 von Herzog Carl I. als Landesbrandversicherungsanstalt gegründet und ist heute als Lebens- und Sachversicherung sowie als Braunschweigische Landesbrandversicherungsanstalt in Südost-Niedersachsen tätig. Das Logo des Unternehmens zeigt ein gelbes Sachsenross in einer blauen Scheibe. Die Farben beziehen sich auf die seit 1830 im Herzogtum Braunschweig gültigen Landesfarben Blau-Gelb
Der Verein Braunschweigische Landschaft e. V. hat sich zum Ziel gesetzt, die Identität des Braunschweiger Landes und die Verbundenheit der Bevölkerung mit der Geschichte auch nach der Gründung des Landes Niedersachsen zu pflegen. Er verwendet als Logo einen Schattenriss des Sachsenrosses.
Die VGH Versicherungen haben ein Logo, das dem niedersächsischen Landeswappen sehr ähnelt.
Der Automobilzulieferer Continental AG (Hannover) führt neben dem Schriftzug des Unternehmensnamens die Silhouette des Sachsenrosses im Firmenlogo, entweder in Orange oder in Schwarz, den beiden Unternehmensfarben.
Der Gas- und Kraftstoffhändler Westfalen AG aus Münster hat in seinem Unternehmenslogo ein entsprechendes Zeichen.
Bei der WVG und den Tochterunternehmen wie der Westfälischen Landes-Eisenbahn oder dem Regionalverkehr Münsterland handelt es sich jeweils um ein stark stilisiertes Westfalenross. Gleiches gilt für die Westfalenbahn.

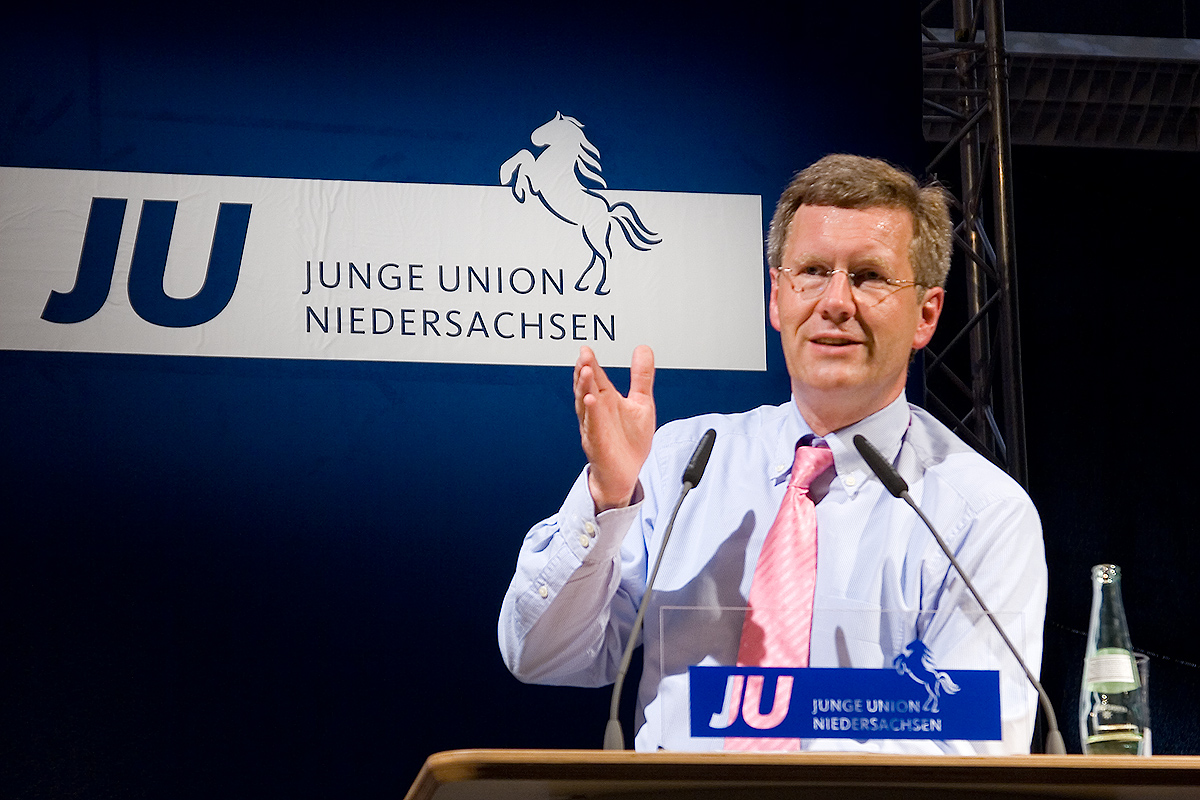
Ministerpräsident Christian Wulff bei einer Rede 2007, im Hintergrund das Sachsenross im Logo der Jungen Union Niedersachsen

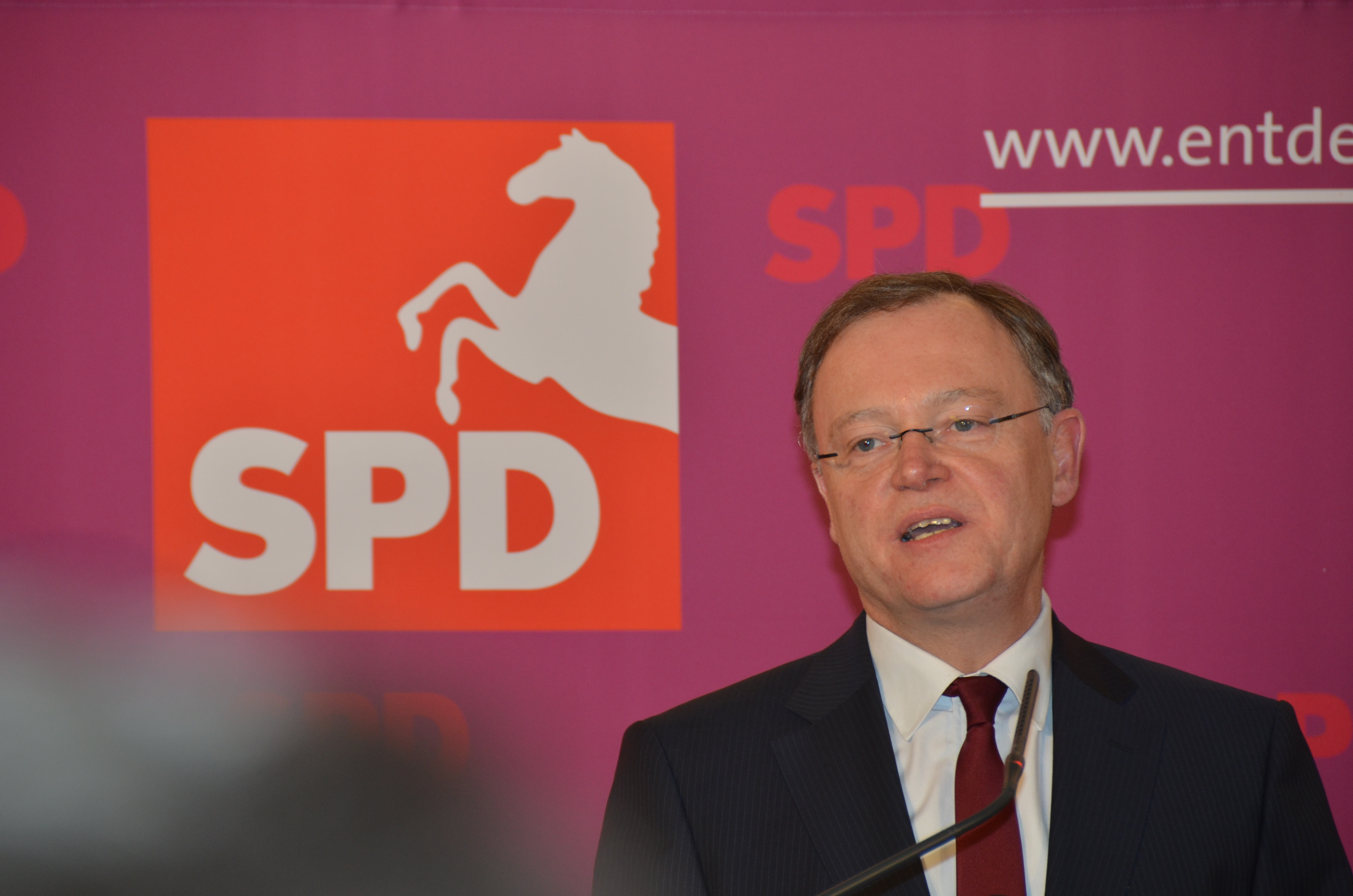
Ministerpräsident Stephan Weil am Wahlabend der Landtagswahl in Niedersachsen 2013 mit Sachsenross im SPD-Logo

Die CDU in Niedersachsen und der dortige Landesverband der SPD verwenden Pferdemotive in ihren Logos.
Von Fußballvereinen mit dem Sachsenroß im Wappen seien beispielhaft Westfalia Herne, der thüringische Klub Hannovera Niedersachswerfen und aus den Niederlanden der FC Twente genannt.

### Als Wort
Das Wort „Sachsenross“ ist in Niedersachsen beliebt bei der Namensgebung. So ist es der Name oder Namensteil zahlreicher Gastronomie-Betriebe und auch des Sportvereins TSV Fortuna Sachsenross, Hannover.
Seit 1953 benannte die Deutsche Bundesbahn bzw. die Deutsche Bahn AG einen ihrer jeweils höchstwertigen Fernverkehrszüge nach dem Sachsenross. Anfänglich waren es Züge, die von bzw. bis Hannover fuhren, später Verbindungen in Nord-Süd-Richtung, die in Hannover hielten.

## Moderne Neuschöpfungen
Auch heute noch inspiriert das Sachsenross die Niedersachsen, wenn es um den Entwurf moderner Identitätssymbole geht.
So hat die niedersächsische Landesregierung zur Unterstützung ihrer Öffentlichkeitsarbeit für den europäischen Gedanken das Europa-Informationszentrum Niedersachsen geschaffen, dessen Sympathiefigur das Europa-Pferd Eurogaloppo ist, eine Kombination des Niedersachsenrosses mit Europasymbolen.
Seit 1997 vergibt das Theater am Küchengarten (-tak) in Hannover jährlich den begehrten Kleinkunstpreis Gaul von Niedersachsen, der mit 2500 Euro dotiert ist. Die Trophäe besteht aus einem metallenen Pferdehinterteil. Seit 2003 gibt es einen mit 1000 Euro dotierten Förderpreis für Nachwuchskünstler, das Fohlen von Niedersachsen, dargestellt durch eine kleine Statuette eines sich auf dem Rücken wälzenden jungen Pferdes.
Der Landkreis Göttingen vergibt einen Innovationspreis, bei dem als Trophäe eine Bronzeplastik eines Mannes mit dem Sachsenross auf dem Rücken vergeben wird. Die Plastik wurde von dem in Göttingen geborenen Künstler Christian Jankowski gestaltet.

## Andere Pferdewappen
Wenn in Betracht gezogen wird, dass die europäischen Wappen als Identitätssymbole der Ritter entstanden sind, einer zu Pferde kämpfenden Militär-Aristokratie, erstaunt es etwas, dass das Pferd als „Gemeine Figur“ in europäischen Wappen vergleichsweise selten vorkommt. Häufiger ist dagegen das Motiv „reitender Mensch“, was besonders in Osteuropa verbreitet ist, aber auch Fabelwesen wie Zentaur, Einhorn, Pegasus.

Wappen von Stuttgart
Porsche-Wappen
„Haager Schimmel“ im Wappen von Albaching (siehe auch: zu Fraunberg)
Wappen von Michelfeld
Wappen von Allmendingen (Württemberg)
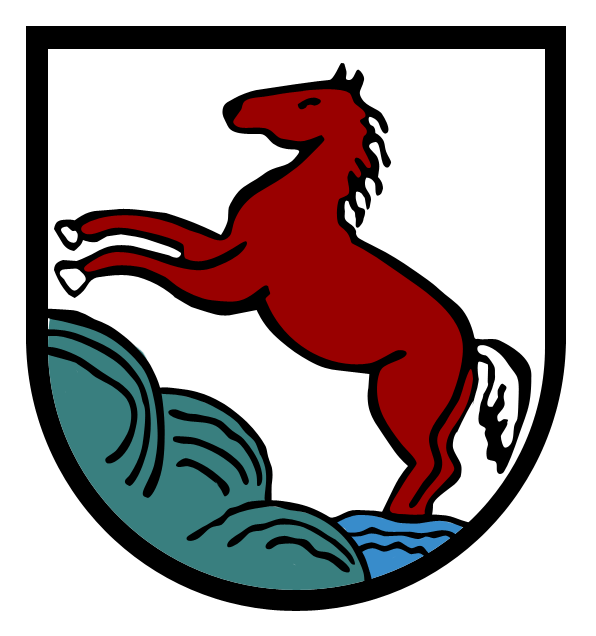
Wappen von Hasbergen (Delmenhorst)

Ein weiteres überregional bekanntes Pferdewappen in Deutschland ist das Wappen der Stadt Stuttgart, das in einem goldenen Schild ein steigendes, schwarzes Pferd zeigt. Dieses Wappentier hat durch Aufnahme in das Markenlogo des Sportwagenherstellers Porsche sogar internationale Bekanntheit erreicht. Einer Theorie zufolge soll auch das Logo des Konkurrenten Ferrari seinen Ursprung im Stuttgarter Stadtwappen haben (siehe auch: Das „Cavallino Rampante“).
Es gibt neben Stuttgart einige kleinere Gemeinden in Deutschland, deren Namen „Ross“, „Pferd“, „Hengst“ oder „Stut(e)“ enthält und deren Wappen Pferdemotive zeigen, teils „gezäumt“, „gesattelt“ oder auch „ledig“, teils auch nur als Pferdekopf.
Auch Schwerin hat ein Pferd im Wappen: Das Reiterbildnis von Heinrich dem Löwen.
Ferner zeigt das Wappen der Stadt Herne, hier mit Bezug auf die Emscherbrücher, ein Pferd.
Weniger bekannt ist der „Haager Schimmel“. Das Wappen des seit dem 10. Jahrhundert als reichsunmittelbare Grafschaft Haag bestehenden Territoriums in Oberbayern zeigte seit 1245 ein weißes springendes Pferd im roten Schild. Die Grafschaft wurde 1804 aufgelöst.
Die Marktgemeinde Haag nutzt weiterhin dieses Wappen. Daraus leitete sich 1973 das Wappen der im früheren Grafschaftsgebiet gelegenen neugeschaffenen Ortes Sankt Wolfgang ab. Auch das Wappen von Albaching zeigt in einem Feld den gezäumten Haager Schimmel.

### Niedersachsen
- Das Niedersachsenross (Memento vom 4. Februar 2009 im Internet Archive) (via Internet Archive)
- Niedersachsen: Wappen und Flagge
- Niedersächsische Verfassung, Artikel 1, Satz (3) zum Landeswappen
- Geschichte der Niedersachsen und des Sachsennamens
- Europäisches Informations-Zentrum (EIZ) Niedersachsen
- Niedersächsisches Europa-Pferd „Eurogaloppo“
- Literatur über das Sachsenross in der Niedersächsischen Bibliographie

### Hannover
- Königreich Hannover

### Braunschweig(-Wolfenbüttel)
- Das große Wappen des Herzogtums Braunschweig mit dem Sachsenross als Helmzier
- Herzoglich-Braunschweigischer Staatskassenschein über 10 Mark (Rückseite) mit Sachsenross
- Braunschweigische Landschaft e. V.

### Welfen
- Heutiges Familienwappen der Welfen auf der Welfen-Website

### Firmen, Vereine
- Das „Niedersachsenross“ aus der Porzellanmanufaktur Fürstenberg
- TSV Fortuna Sachsenross Hannover (Niedersachsenliga West – Fußball)
- TV „Sachsenross“ Hille

### Gemeindewappen
- Wappen von Althengstett (Landkreis Calw, Baden-Württemberg)
- Wappen von Pferdsdorf (Wartburgkreis, Thüringen)
- Wappen von Pfersdorf (Ortsteil von Hildburghausen, Kreis Hildburghausen, Thüringen)
- Wappen von Roßbach (Ortsteil von Wolfstein, Kreis Kusel, Rheinland-Pfalz)
- Wappen von Roßdorf (Ortsteil von Bruchköbel, Main-Kinzig-Kreis, Hessen)
- Wappen von Roßdorf vor der Rhön, Landkreis Schmalkalden-Meiningen, Thüringen
- Wappen von Roßfeld (Landkreis Coburg, Bayern)
- Wappen von Roßhaupten (Landkreis Ostallgäu, Bayern)
- Wappen von Roßtal (Landkreis Fürth, Bayern)
- Wappen von Roßwein (Landkreis Mittelsachsen, Sachsen)
- Wappen von Sankt Wolfgang, (Landkreis Erding, Bayern)
- Wappen von Stutensee (Landkreis Karlsruhe, Baden-Württemberg)
- Wappen von Stuttgart
- Wappen von Wolfenbüttel

### Sonstiges
- 3D-Laserscan-Projekt der Universität Hannover „Sachsenross“